# 左右做人难
《左右做人难》（英語：Malcolm in the Middle），又译《马尔柯姆的一家》、《马尔柯姆身在其中》，是美国福克斯广播公司的一部情景喜剧，由林伍德·布默原创，曾七次获得艾美奖、一次获得葛莱美奖、7次获得金球奖提名。剧集在2000年1月9日开始播映，至2006年5月14日第7季播映完毕历时6年半。
剧集的主人公是馬金（Malcolm，弗朗基·穆尼斯饰），他在四兄弟中排行第三（第五季志明出生后共有五兄弟），父母分别是夏爾（Hal，布萊恩·科蘭斯頓饰）和露絲（Lois，简·卡奇马雷克饰）。家中长子范斯（Francis，克里斯托弗·马斯特森饰）离家在军校就学，列斯（Reese，贾斯廷·贝菲尔德饰）、馬金和杜爾（Dewey，埃里克·佩尔·沙利文饰）留在家中，馬金在家里的三兄弟中排行中间，剧集也因以得名（直译为马尔科姆在中间）。剧集前期集中描述作为天才青少年的馬金如何面对古怪的生活，后期则逐渐更深入地探讨剧中其他人物。